# 椿丈二
椿 丈二（つばき じょうじ、1966年 - ）は、日本の歯科医師。日本舌側矯正歯科学会会長。開業医。ホワイトニング専門店「ティースアート」創業者である椿知之は実兄。

## 略歴
東京都生まれ。1991年日本歯科大学歯学部を卒業。1999年にティースアート矯正歯科を開業。
現在、特定非営利活動法人 日本成人矯正歯科学会 常務理事、日本健康医療学会 理事。日本舌側矯正歯科学会 認定医、日本成人矯正歯科学会 専門医、ヨーロッパ舌側矯正歯科学会 Titular member、世界舌側矯正歯科学会 Active memberでもある。
また、渋谷区歯科医師会 理事を務めた後、渋谷区立大向保育園歯科医を経て現在、渋谷区立渋谷保育園歯科医を務めている。

## 所属団体
- 日本歯科医師会
  - 日本歯科医学会
    - 日本矯正歯科学会[5]
      - 東京矯正歯科学会[5]
- 日本成人矯正歯科学会 常務理事[6]
- 日本舌側矯正歯科学会 会長[3]
- 日本健康医療学会 理事[7]
- ヨーロッパ舌側矯正学会 第12回大会組織委員長（Chairmen of the Organizing Committee）[8]

## 著書
- 居波徹、相澤一郎、佐奈正敏、重枝徹、椿丈二、義澤裕二、吉田哲也 編『リンガルブラケット矯正法 審美的矯正の基礎と臨床』医歯薬出版、2009年5月1日。ISBN 978-4-263-43337-9。 NCID BA89899176。
- 相澤一郎、居波徹、佐奈正敏、重枝徹、椿丈二、義澤裕二、吉田哲也 編『臨床の疑問に答える! リンガルブラケット矯正Q&A60』医歯薬出版、2015年7月25日。ISBN 978-4-263-44445-0。 NCID BB19273790。
- 椿知之、椿丈二 編『一歩先を行く矯正歯科臨床　矯正歯科とホワイトニング』東京臨床出版、2017年9月20日。ISBN 978-4-88700-086-5。 NCID BB24818143。
- 居波徹、佐奈正敏、相澤一郎、椿丈二、宮澤健、重枝徹、古田哲也 編『リンガルブラケット矯正の臨床』医歯薬出版、2020年12月25日。ISBN 978-4-263-44607-2。 NCID BC05036047。